# Gesta Berengarii Imperatoris
Le Gesta di Berengario Imperatore, in latino Gesta Berengarii Imperatoris, sono un panegirico in esametri, scritto da un autore dall'identità sconosciuta in onore di Berengario I del Friuli, molto probabilmente quando Berengario era ancora in vita. Il manoscritto è oggi conservato presso la Biblioteca Marciana di Venezia.

## Caratteri generali
Le gesta coprono un periodo di tempo che va da poco prima dell'887, anno della deposizione di Carlo III, al 915, anno della sua incoronazione a imperatore: il testo probabilmente finisce al culmine della carriera politica di Berengario volutamente, a causa del fatto che il testo è un panegirico. La data di composizione si colloca tra il 915 (anno dell'incoronazione) e la morte di Berengario, il 924. La scelta di questo genere letterario dovette avere un effetto straniante sui contemporanei, tant'è che in una glossa accanto al titolo vi è scritto «Panigiricum est licentiosum et lasciviosum genus dicendi in laudibus regum; hoc genus dicendi a Grecis exortum est», una definizione del panegirico ripresa quasi parola per parola dalle Etimologie di Isidoro di Siviglia, in cui è scritto: «Il panegirico è un genere arbitrario e vergognosamente affettato di discorso in lode dei re, nel redigere il quale degli esseri umani sono adulati con numerose menzogne: questo funesto genere di composizione è nato dai Greci, la cui leggerezza, armata di incredibile facilità e ricchezza espressiva, ha sollevato fitte nuvole di bugie». Nonostante la critica al genere scelto per il testo, il probabile autore della glossa fu l'autore stesso del panegirico.
Questo, inoltre, può essere paragonato ai Gesta Heinrici Imperatoris o ai Gesta Oddonis.

### L'uso come fonte
A lungo ignorate dagli storici, le Gesta sono state recentemente rivalutate come fonte storica. Nonostante ciò, il testo rimane un'opera a carattere adulatorio nei confronti del sovrano italico, con parti mancanti, sconfitte ridimensionate, azioni eroicizzate e parti della vita di Berengario "vergognose" non riportate, un testo in cui si sostiene e giustifica l'ascesa di Berengario, come proprio, d'altronde, del genere a cui il testo aderisce. Quest'immagine idilliaca e cristallina del sovrano viene fortemente ridimensionata se paragonata ad altre fonti meno di parte. Oltre agli annali di vari monasteri, la fonte principale di Berengario (scritta però decenni dopo) è Liutprando di Cremona con la sua Antapodosis, che contribuì fortemente a denigrare la sua figura, già pesantemente rovinata dall'assenza di una legislazione pubblica, assenza pesantemente rimarcata dagli storici del diritto, i quali imputano questo fatto alla debolezza del re, chiuso nella sua marca e incapace di allontanare dall'Italia la minaccia ungarica.

### Lo stile
Il panegirico è pregno di riferimenti alle Istitutiones di Prisciano da Cesarea, alle Etimologie di Isidoro di Siviglia, alla Ilias Latina, alle Mithologiae di Fulgenzio, alla Tebaide di Stazio, alle Georgiche di Virgilio e soprattutto all'Eneide di quest'ultimo.

### Il titolo
In testa al libro I, dopo che anche il prologo è introdotto da un incipit in greco («Ἄρχεται πρόλογος», "Incomincia il prologo"), compare una lunga formula incipitaria che contiene il titolo greco dell'opera: «Ἄρχεται τὸ Πανηγυρικὸν Βερεγγαρίου τοῦ ἀνικητοῦ Καίσαρος», "Incomincia il Panegirico di Berengario imperatore invitto", il che denota un elevato bagaglio culturale nell'autore (vedi infra). Ernst Dümmler nella sua edizione propose per primo il titolo Gesta Berengarii imperatoris, "perché pienamente conforme all'uso linguistico medievale", che fu poi adottato da Paul von Winterfeld nella nuova edizione nei Monumenta Germaniae Historica.

## Trama
Il poema consta di un prologo di 32 versi e quattro libri: il primo di questi ha 272 versi, il secondo 279, il terzo 299 e il quarto 208. L'intero testo, rivolto ai fedeli ma anche agli avversari di Berengario, è un testo costellato dal superamento di varie prove contro i suoi antagonisti, conclusasi con il ripristino dell'ordine cosmico attraverso l'atto dell'incoronazione.

### Prologo
Esso è un proemio, caratterizzato dai suoi caratteri predefiniti: vi sono anche le Muse (più specificamente Talia) e la captatio benevolentiae nella seconda parte del prologo. È da notare che il panegirico è dedicato alla Musa Talia, Musa della commedia e della musica e non a Clio, Musa della Storia, proprio perché l'opera era concepita dapprima come letteraria e "piacevole" e solo secondariamente storica: Clio in ogni caso, apparirà nei versi finali del poema.

### Libro I
(Gesta Berengarii imperatoris, I, 11-13, traduzione di Matteo Taddei)
L'autore segnala la nobile origine di Berengario (era carolingio da parte di madre, figlia di Ludovico il Pio; era dunque bis-nipote di Carlo Magno) per poi dire che era un collaboratore stretto di Carlo III. Sul letto di morte, Carlo III nomina Berengario suo erede. In realtà, secondo Antapodosis di Liutprando da Cremona, egli, come Guido, non era presente al capezzale, presenza non registrata neanche dagli Annali Bertiniani. La prima fonte sostiene che l'accordo per l'investitura, un accordo che includeva anche Guido, avvenne invece tempo prima e prevedeva la successione di Berengario nel regno d'Italia e di Guido nel regno dei Franchi Occidentali. Da notare che l'autore in più punti dell'opera sottolinea il sangue carolingio di Berengario, senza mai precisare che questo deriva dalla madre Gisella e non dal padre Eberardo del Friuli, entrambi mai citati nel testo. Nonostante questa insistenza, l'autore si rende conto di non vivere più in un'epoca in cui il detenere il sangue carolingio era una condicio sine qua non per esser sovrano (come aveva evidenziato l'ascesa di Bosone di Vienne, il quale era senza alcuna goccia di sangue carolingio, e Reginone di Prüm nella sua Cronaca) ed egli quindi inserisce come ulteriore fatto legittimante l'amicitia con il sovrano e parente Carlo III, il tutto ulteriormente legittimato dalla designazione di successione da parte del sovrano.
Lo scritto prosegue con l'incoronazione di Berengario a Pavia, gesto richiesto dai maggiorenti d'Italia, evento seguito dai festeggiamenti. L'autore denigra la scelta di quei popoli che «erano usi a rifugiarsi sotto l'Impero di uno solo, ora nei diversi / regni ammirino più tiranni / e ogni popolo sceglie il proprio. […]», popoli (o, per meglio dire, magnati) che elevarono al trono persone senza legittimità dinastiche: più saggi si dimostrarono dunque gli italici, che invece scelsero Berengario, legittimo in quanto carolingio, legato da un vincolo di amicitia con Carlo III e, infine, scelto da quest'ultimo per succedergli.  L'Italia viene descritta come immersa in un'epoca di prosperità e di pace, con descrizione tratte da Virgilio. Guido, il primo avversario di Berengario, compare al v. 74 «gonfio d'invidia» per Berengario: egli in quel momento esce sconfitto contro Oddone per il trono dei Franchi Occidentali e dopo un monologo, paragonato nel testo a un novello Annibale (in esso erroneamente definito un re), Guido scende in Italia passando per le Alpi (discesa avvenuta a inizio ottobre 888), rendendo quindi il suo ritorno in Italia, nel suo ducato, una vera e propria invasione. Berengario chiede aiuto a Dio in preghiera per avere la forza di sconfiggere e respingere l'avversario e i suoi «Galli» (Guido non era un franco occidentale, ma egli, nel ritorno in Italia, portò con sé molti uomini di quella terra). È da notare che l'autore rimarca l'identità straniera dei Galli e di Guido, nonostante anche Berengario fosse un franco tanto quanto Guido (anche se quest'ultimo, da parte di madre, poteva vantare un'ascendenza almeno italica/longobarda).
Berengario muove verso Guido, vincendo nella battaglia di Brescia dell'888. L'esito della battaglia è ancora oggi oggetto di discussione: secondo Liutprando, Berengario perse, così come nella successiva battaglia della Trebbia, di cui l'autore parla nel Libro II, mentre secondo Erchemperto e la sua Historia Langobardorum Beneventanorum, Berengario non vinse ma rimase padrone del campo di battaglia. In ogni caso, nell'opera Guido fugge dal campo di battaglia. Il primo libro si conclude poco dopo, quando il giorno dopo, per mezzo di «uomini eloquenti», Guido chiede di avere la possibilità di seppellire i caduti, favore concesso dal «pio» Berengario, il quale però minaccia i «Galli», ordinando loro di andarsene dall'Italia. I corpi sono posti in bare semplici e poi seppelliti: secondo Matteo Taddei, la semplicità delle bare è dovuta alla paura di essere attaccati da Berengario.

### Libro II
Il secondo libro incomincia con Guido, «l'eroe gallico» che medita vendetta e sta organizzando un'armata per attaccare nuovamente Berengario. A suo soccorso viene:
- Anscario/Anscherio I, parente di Guido, a lungo ritenuto, anche dall'autore del panegirico, fratello di Ugo (egli ebbe effettivamente un fratello di nome Ugo, citato nel panegirico e che morì nella battaglia della Trebbia dell'889, ma questo non è il sovrano spolentino) con 500 soldati;
- Uberto e il marchesato di Tuscia (egli però nacque decenni dopo);
- Lamberto di Spoleto, figlio di Guido, con 1 000 uomini di Camerino, incluso Alberico;
- Raniero, in futuro conte di Piacenza all'inizio del X secolo;
- Guglielmo, padre di Aleramo del Monferrato, capostipite degli Aleramici;
- Ubaldo, della dinastia degli Hucpoldingi, figlio di Hucpold, con 300 uomini[18].

L'autore poi smette di elencare gli altri alleati di Guido, non prima di evidenziare la presenza di altri 3 000 uomini. Nella battaglia che segue, la battaglia della Trebbia dell'899, cadono Maginfredo, conte di Milano, ed Eberardo; sono presenti anche Sigefredo, e dei mercenari ungari. Guido si getta nella mischia gettando nel caos le truppe di Berengario, ma queste sono rincuorate da Walfredo, conte di Verona e, in futuro, margravio del Friuli. Attorno a Berengario si raccolgono i tria fulminata belli (fulmini della guerra), i cognati di Berengario e comandanti di 1500 cavalieri, Vilfredo, Adalgiso e Bosone, fratelli della moglie di Berengario, Bertilla (vedi sezione L'autore). Vi è poi una carica di 600 cavalieri germanici guidati da Bernardo. È presente anche Alberico, a cui l'autore rinfaccia l'uccisione di Guido IV e ulteriori 600 truppe guidate da Bonifacio e Berardo: Berengario dunque schierò per la battaglia 5 700 uomini; sono anche presenti Azzone e Olrico; sono presenti anche dei vescovi, ma l'autore tace i loro nomi «Per timore del loro sacro ufficio», come sostiene Muratori. A questo punto Berengario, aiutato dalle truppe germaniche, esorta i propri uomini a combattere per la sacra terra.
Berengario quindi riesce a radunare le sue truppe e a tornare in battaglia. Da entrambe le parti ci sono numerose perdite: Walfredo riesce a uccidere un certo Guido, di cui lo stesso autore precisa che non era Guido di Spoleto, in una scena ricalcata dalla morte di Ettore. Walfredo non ferma la sua lama e uccide Alcherio, Ottone ed Erardo, ucciso quest'ultimo assieme al cavallo. Una lancia colpisce la bocca di Oscario; Milone è colpito a morte da una «un'asta italica». Anscherio vede il fratello Guido ferito per mano di Alberico e allora Anscherio scaglia un dardo contro Alberico; il dardo viene fermato dallo scudo ma esso colpisce il cavallo e Alberico viene protetto dai compagni. Uberto parla agli italici insultandoli ma viene colpito e fatto tacere da Umfredo, forse da identificare con Umfredo II, figlio di Umfredo I. Intanto gli uomini del marchesato di Tuscia, chiamati dall'autore "Etruschi", vengono incalzati da Berengario, il quale sceglie come avversari solo i nobili e non i soldati comuni. Umfredo viene ucciso con una lancia, che lo colpisce all'inguine sinistro e il cavallo, imbizzarrito, porta via dalla battaglia il cadavere del padrone. Il fratello di Umfredo, Arduino, si avvicina al cadavere piangendo e abbracciandolo e viene ucciso con una lancia, che trapassa il petto sia del cadavere sia Arduino, facendo sì che entrambi i fratelli morissero a poca distanza l'uno dall'altro.
Ildebrando II, conte della dinastia degli Aldobrandeschi, vede i propri compagni fuggire ed egli li esorta dicendo «Perstate, sodales; / quid fugitis? Spectate, virum si pellere ferro / forte queam! Similes artus creatrix / huic dedid, ac similis sustentat viscera sanguis.», un insulto estremamente pesante essendo l'ascendenza di sangue uno dei fattori legittimanti di Berengario: erano, come già scritto precedentemente, cambiati i tempi e Ildebrando interpreta con queste frasi la disillusione verso la legittimità di sangue; se tale invettiva è presente addirittura in un panegirico è evidente che la legittimità dinastica era ormai «un espediente politico e retorico ormai inefficace nel confronto politico quotidiano». Ildebrando allora scaglia una lancia che colpisce Berengario al femore, preparandosi quindi alla fuga; egli però viene colpito in verticale da un dardo alla bocca. Berengario venne quindi ferito da Ildebrando, ma è possible che a ferirlo fosse stato Alberico, futuro marchese di Camerino e Spoleto. La battaglia della Trebbia si conclude con lo scendere della notte e con la vittoria di Berengario. La battaglia in realtà fu vinta da Guido, ma, essendo un panegirico e un'opera di propaganda, la sconfitta viene spacciata per vittoria.

### Libro III
(Gesta Berengarii imperatoris, I, 55-57, frase pronunciata da Arnolfo di Carinzia, traduzione di Matteo Taddei)
All'inizio del libro viene introdotto Arnolfo di Carinzia, dello stesso sangue di Berengario, che aiuta quest'ultimo in virtù dei «patti germanici»: l'autore non dice in che cosa consistevano, ma in nostro soccorso occorre Liutprando, il quale nella sua Antapodosis, afferma che, in caso di sconfitta di Guido, Berengario avrebbe fatto un omaggio di fedeltà ad Arnolfo. Il testo continua dicendo che Arnolfo inviò in Italia, in soccorso a Berengario, il figlio Sinbaldo. Essi si incontrano nei pressi del Brennero e rinnovano la loro alleanza. Guido intanto «[…] raggiunse i luoghi protetti / vedendo di non potersi opporre ai due re con le proprie forze», adottando tattiche di guerriglia contro i due. Sinbaldo allora torna in Germania, conscio che solo suo padre avrebbe potuto risolvere la situazione. Quando il principe tornò nella sua patria, Ugo attaccò Berengario ma Arnolfo arrivò a dar manforte e i due assediano Bergamo nel gennaio dell'894, difesa dal conte della città Ambrogio, fedele a Guido. La città è assaltata dai Germani e presa, e i suoi cittadini massacrati, mentre Ambrogio raggiunge «[…] l'alta torre, / per niente essendo fiducioso di sopravvivere a un così grande pericolo,»; egli tuttavia viene catturato e condotto da Arnolfo con le mani legate, per poi essere impiccato.
I due sovrani si dirigono verso il marchesato di Tuscia, ma vengono a sapere delle nefandezze perpetuate da Guido a Roma e si dirigono verso questa città. I Romani desistono ad attaccare i due sovrani e gli aprono le porte, ristabilendo l'ordine. L'autore sembra confondere (volutamente o meno) le due discese di Arnolfo in Italia. Egli infatti assediò Bergamo durante la prima spedizione in Italia nell'894, mentre giunse a Roma nel corso della seconda spedizione dell'anno seguente. Nel testo, Arnolfo ritorna quindi in Germania e Guido ne approfitta per scendere nuovamente in guerra contro Berengario. «Nel frattempo l'ordine sacro [il clero] cinto di cilici fa voti» e prega Dio affinché Berengario abbia lunga vita «per merito della virtù della famiglia eminente per la genealogia» e affinché Guido muoia per far sì che torni la pace. Dio ascolta le preghiere e fa sì che Guido muoia nel proprio letto, non prima di aver chiamato il figlio Lamberto al proprio capezzale e avergli dato ordine di unirsi al «forte» Berengario per il bene d'Italia (chiamata nel testo "Esperia"); egli, il «ministro della Morte», muore a metà discorso.
Dopo aver seppellito Guido, molti maggiorenti che lo sostenevamo decidono di abbandonare Lamberto a favore di Berengario, chiedendogli clemenza. Ciò venne imitato da Lamberto, che si sottomise, come desiderava il padre, a Berengario. Come precisa Matteo Taddei però, il "sistema spoletino" non crollò con la morte di Ugo né tanto meno un travaso di maggiorenti da Lamberto a Berengario: si verificò invece una spartizione delle aree di influenza e Berengario fece qualche progresso territoriale, ma nulla più. In ogni caso, aderendo alla figura del sovrano pio, accetta la sottomissione dei spoletini senza umiliare i «Galli» e gli «Etruschi», facendo sì quindi che contro di loro non potesse cadere la vendetta dei fedeli di Berengario, instaurando quindi una pace generale in Italia. Berengario quindi incontra Lamberto e, durante l'incontro, Berengario parla a Lamberto e gli dice che «Gli insegnamenti divini rifiutano di ricambiare i mali coi mali» e che «[…] il figlio non ha colpa per via del genitore». Lamberto, dopo il discorso, si sottomette e i due vanno a Pavia per i festeggiamenti. Nella realtà storica, i due si incontrarono a Pavia nell'ottobre dell'896, ove si sancì lo status-quo e Berengario ottenne la contea di Bergamo, presa due anni prima. Lamberto inoltre venne costretto a scendere a patti con Berengario essendo questo alleato con il potente Arnolfo.
Tre anni dopo, però, Lamberto muore spezzandosi il collo cadendo da cavallo durante una battuta di caccia. La morte a seguito di un incidente è accettato dagli storici, ma Liutprando rifiuta tale ipotesi sostiene che in realtà Lamberto sarebbe stato assassinato dal figlio di Manginfredo, Guido, in quanto Lamberto avrebbe fatto giustiziare Manginfredo in precedenza. Il popolo e Berengario, quando seppero della morte di Lamberto, si disperano ed entrano nel lutto. Nei versi finali, il popolo chiede a Berengario di cingere la corona italica, in modo da non essere costretti a obbedire a due re. La realtà storica però non attribuisce a un moto popolare la sua seconda incoronazione: in realtà, dopo la morte di Lamberto, Berengario si precipitò a Pavia a farsi incoronare nuovamente, senza preoccuparsi troppo della morte del figli del suo rivale.

### Libro IV
(Gesta Berengarii imperatoris, IV, 64-65, traduzione di Matteo Taddei)
Il libro si apre con un nuovo avversario, Ludovico di Provenza, anch'egli di sangue carolingio, chiamato da Berta di Toscana (e, nella realtà storica, anche dal marito Adalberto II il Ricco), definita nel testo «la Belva» (ella, forse, compare prima di questo verso: vedi sezione L'autore). Ludovico venne chiamato in Italia due volte: una nel 900, chiamato dai maggiorenti italici per combattere gli ungari, e nel 905, chiamato per l'appunto dai consorti della marca di Tuscia. Ludovico quindi invade l'Italia, ma Berengario non può contrastarlo in quanto malato di febbre quartana. Le fonti annalistiche però ci informano che in realtà Berengario non era afflitto da una malattia, ma era fuggito in Baviera per raccogliere truppe e riorganizzarsi; la marca del Friuli venne occupata da Ludovico e il vescovo di Verona Adalardo aprì a Ludovico le porte della città di Verona. Secondo il testo, Ludovico riuscì a entrare in quest'ultima città grazie alla falsa notizia che Berengario fosse morto; questa informazione sembra che realmente circolò, come ci conferma l'Antapodosis.
Berengario, ripresosi dalla malattia, passa al contrattacco e attacca Verona. Storicamente, come già detto, Berengario non era mai stato malato; il contrattacco avvenne nell'ultima settimana di luglio del 905 e solamente dopo aver assoldato un numeroso contingente di Bavari. Nonostante Berengario avesse detto di non rivalersi su Ludovico, i suoi fedeli lo catturano alla chiesa di san Pietro a Verona (stessa chiesa in cui anni dopo verrà assassinato lo stesso Berengario) e lo accecano. Per l'Antapodosis, invece, il mandante dell'accecamento fu Berengario. A seguito dell'accecamento, gli alleati di Ludovico lo abbandonano.
Berengario quindi è invitato a Roma da papa Giovanni X per essere incoronato imperatore, fino ad allora ostacolata da «Cariddi» (Berta di Toscana). Egli quindi giunge a Roma, accolto sia dal popolo (residente alla Suburra) sia dal Senato in un clima di festa. Egli percorre probabilmente la via Triumphalis, accedendo alla città dalle porte di san Pietro, vicino al mausoleo di Adriano; egli quindi va sul monte Mario, per poi dirigersi al prato di san Pietro (prata Neronis in epoca romana), ove è presente l'esercito. Su questo prato il Senato pronuncia un discorro in latino classico, seguito da un discorso di un filosofo greco nella sua lingua; il popolo acclama quindi Berengario «con la propria lingua», fatto che, secondo Matteo Taddei, indica la prima attestazione letteraria in cui una folla parla in volgare italico e non in latino. Quindi Pietro («fratello dell'Apostolico [il papa]») e Teofilatto («nato dal console») gli baciano i piedi, per poi accompagnare il sovrano, sul cavallo del pontefice, dal papa, che lo attende assiso su un trono d'oro in cima alle scale dell'antica basilica di San Pietro per incoronarlo e renderlo sacerdote. La folla esaltata è appena contenuta dalla scorta del sovrano, desiderosa di vedere il novello imperatore: il sovrano dovette per tre volte fermarsi sui gradini per calmare la folla (similitudine con le tappe della via Crucis di Gesù). Il papa quindi si alza dal trono, bacia Berengario e gli prende la mano destra; quindi entrano assieme nella basilica. Berengario quindi promette di rispettare le donazioni che la Chiesa aveva ricevuto dai precedenti imperatori. Vi è quindi un sontuoso banchetto. Il giorno successivo, il giorno di Pasqua, Berengario si fa vedere dal popolo con la porpora e la corona. Gli viene incontro il papa, che lo incorona imperatore con un diadema di gemme e oro e quindi viene unto. Vi è quindi un lettore che elenca i doni che i precedenti imperatori avevano dato ai papi. Il novello imperatore quindi porta dei doni per il papa, come cinture, oggetti preziosi in oro e gemme, un diadema, delle vesti d'oro.
Secondo Liutprando, il titolo imperiale venne dato a Berengario dopo che soddisfò la richiesta papale di eliminare un insediamento saraceno sul Garigliano, segno dello smercio del titolo imperiale. Inoltre è da segnalare che l'incoronazione di Berengario passò di fatto inosservata dalle cronache fuori dal regno italico: Berengario infatti non riuscì mai ad affermarsi in modo totale nel suo regno, men che meno fuori da esso. Da segnalare inoltre che al tempo dell'incoronazione era sposato con Anna, principessa bizantina, matrimonio stranamente non ricordato dall'autore: ella infatti era figlia (o nipote) dell'imperatore Leone VI e questo legame poteva solo giovare alle pretese imperiali di Berengario; egli sperava inoltre di avere un figlio maschio con lei, avendo avuto solo due figlie con la precedente moglie, Bertilla.
Il libro si conclude con il saluto dell'anonimo autore, con un'esortazione ai giovani e l'invocazione alla Musa della Storia Clio.

## L'autore
L'autore, come già detto, è sconosciuto. Fu accusato di partigianeria nei confronti del re, ma tra le sue qualità ci fu quella del possedere una sorprendente sensibilità al "pubblico della storia" e alla partecipazione delle comunità urbane.
Di seguito si mostreranno le varie interpretazioni. Sembra però che tutti concordino sul fatto che l'autore fosse un ecclesiastico italico parte del seguito di Berengario, formatosi presso la scuola di Auxerre.
A giudicare dal livello culturale presente nell'opera, l'autore era certamente un erudito di elevatissimo livello: all'epoca gli unici a potere o a volere o ancor più necessitare di una simile istruzione era il clero; difficilmente l'autore può essere identificato con un monaco (opinione di Bernheim riportata da Paul von Winterfeld curatore della sezione dei Monumenta Germaniae Historica in cui è presente il panegirico), persona aderente a un ambiente sociale lontano dagli interessi associati alla stesura di un simile componimento, senza contare i frequenti richiami classici pagani all'interno del testo. L'autore è quindi da identificare, sempre secondo i due, con un "ludimagister", portando a conferma di ciò il verso 204 del IV libri, che recita: «O iuvenes, inferre, calet quis pectore sanguis».
Un'altra ipotesi è che l'autore possa essere un vescovo: una ipotesi caduta nel vuoto è che possa identificarsi con Giovanni, vescovo di Cremona. Secondo Matteo Taddei, l'autore potrebbe essere un vescovo appartenente alla cerchia dei fedeli di Berengario, figura che si concretizzerebbe in Ardingo, vescovo di Brescia: appartenente alla dinastia Supponide, figlio di Suppone II e dunque fratello di Bertilla, moglie di Berengario, e fratello di Bosone, Vilfredo e Adalgiso, citati nel panegirico come tria fulmina (tre fulmini della guerra). Nominato vescovo di Brescia nel 900 o 902, egli deteneva la carica nella Lombardia orientale, epicentro del potere della dinastia d'appartenenza e al confine con la marca del cognato. Nominato arciancelliere imperiale nel 903, stette a fianco del cognato per vent'anni. Egli vide lo sfaldamento della propria dinastia: il vescovo legò la propria vita al sovrano, allontanandosi dai fratelli, nonostante Berengario fosse sospettato dell'avvelenamento della moglie Bertilla, sorella di Ardingo, L'autore dice riguardo alla morte di Bertilla che «peritura venenis sed, postquam hausura est inimica hortamina Circe»; in una glossa al testo, però, ella è definita «permutavit regina statum rationis honestae». Secondo Tiziana Lazzari, Circe sarebbe da identificare con la marchesa Berta di Toscana, avversaria di Berengario negli anni attorno alla sua incoronazione imperiale e anch'essa di sangue carolingio; essa è anche presente nel v. 4 del Libro IV, in cui è definita «la Belva».
Nel testo originale alla Biblioteca Marciana (l'unico testimone a noi giunto) è presente anche un glossatore che, secondo Paul von Winterfeld, è da identificare con l'autore stesso; questo però è molto probabilmente una persona diversa, come rilevabile nel v. 146 in cui Arnolfo di Carinzia è definito «condottiero barbaro», pur essendo definito al v. 4 «unito […] a Berengario attraverso la genealogia dei re». Sembra però che siano presenti più glossatori, di cui sembra che il principale fosse l'autore stesso.

## Riferimenti
1. ↑  Fermatevi compagni, perché fuggite? Guardate se riesco a cacciare quell'uomo [Berengario, N. d. R.] con l’arma! La natura creatrice gli ha dato arti simili ai miei e simile è anche il sangue che alimenta le viscere (traduzione di Francesco Stella).
2. ↑  «O giovani, continuate, voi ai quali il sangue brucia nel petto».
3. ↑  «la quale però sarebbe morta di veleno dopo ché aveva accolto i consigli funesti di Circe».